# Mireille Mathieu
Mireille Mathieu (Avignon, 22 juli 1946) is een Franse zangeres. Zij werd ontdekt op 21 november 1965, naar aanleiding van de tv-uitzending "Télé-Dimanche" waar zij in de zangwedstrijd "Le Jeu de la Chance" het liedje "Jezebel" van Édith Piaf interpreteerde. Ze won de wedstrijd en werd meteen heel populair in Frankrijk en in het buitenland.

## Biografie
In de jaren 1960 was het heel gewoon dat deelnemers aan zangwedstrijden liedjes uit het repertoire van Piaf interpreteerden. Edith Piaf, overleden in 1963, bleef sterk aanwezig in het hart van de Fransen. Daarom zochten ze een "vervangster" die de traditie van de "chanson réaliste" zou overnemen.
Johnny Stark, de man die voor de carrière zorgde van zangers als Yves Montand, Luis Mariano, Tino Rossi, Line Renaud, Michel Delpech, Johnny Hallyday, Sylvie Vartan en Hugues Aufray, nam Mireille Mathieu volledig onder zijn hoede. Hij was ervan overtuigd dat de jonge Avignonnaise de hoogste toppen van de music-hall kon bereiken, indien zij er voldoende wilskracht voor had. De zanger en acteur Maurice Chevalier gaf hem hierin volledig gelijk en nam haar ook onder zijn vleugels.
Hard werken, discipline en wilskracht waren de wachtwoorden van Johnny Stark, de veeleisende "cow-boy", die 25 jaar lang, ononderbroken, de carrière van Mireille van dichtbij volgde tot zijn plotse overlijden in 1989.
In 1989 bracht Mireille hulde aan haar manager met "L' Américain", een cd die een nieuwe wending aan haar carrière zou geven. Mireille bleef namelijk zonder manager en stond voor belangrijke keuzen die haar toekomst als zangeres grondig zou beïnvloeden.
Het is met haar zuster Monique ("Matite") dat zij de rol van ambassadrice van het Franse chanson zou voortzetten in de vele landen die haar met open armen onthaalden (waaronder Duitsland, China, Rusland, Japan, Canada). Dit gebeurde ten koste van haar succes in onder andere Frankrijk en België.
"La demoiselle d'Avignon", zoals haar bijnaam luidt, vierde in november 2005 haar 40-jarige zangcarrière in de Olympia, waar zij op 24 november een "ruby record" ontving voor de verkoop van 122 miljoen albums in de hele wereld sinds haar debuut.
2005 is het jaar van een geslaagde comeback in Frankrijk. Mireille Mathieu kwam steeds meer op de Franse zenders (televisie en radio) en kreeg weer aandacht in de Franse pers. Mireille bevestigde ook haar succes op internationaal niveau. In Duitsland was ze eregast bij Florian Silbereisen ("Das Herbstfest der Volksmusik"), Carmen Nebel ("Carmen Nebel Show") en Gunther Emmerlich ("Die Krone der Volksmusik"). In Italië werd ze warm onthaald door Massimo Ranieri in "Tutte donne tranne me" (Rai Uno) en in Sint-Petersburg kreeg ze de zilveren medaille van de stad, vanwege de herdenking van de belegering van de stad tijdens de Tweede Wereldoorlog.
In 2006 telde men drie nieuwe cd's: "Herzlichts, Mireille" (Duitsland), "Mes plus belles émotions" (Canada) en "Films & Shows (Frankrijk). Haar dvd "Mireille Mathieu à l'Olympia" (concert november 2005) werd een platina plaat.
2008 werd een belangrijk jaar in de zangcarrière van Mireille Mathieu: na meer dan 20 jaar afwezigheid op de Duitse planken gaf ze een reeks liveoptredens (24 concerten) in 23 steden van 27 maart tot en met 30 april. De tournee droeg de naam van haar cd uit 2007: "In meinem Herzen". Op 1 november 2008 gaf ze een concert in Moskou, in aanwezigheid van premier Vladimir Poetin en de leider van Libië, Moammar al-Qadhafi.
De nieuwe Duitse cd "Nah bei Dir" kwam op de markt in oktober 2009.
In 2010 ging Mireille Mathieu op tournee door Duitsland en Oostenrijk. 21 steden werden bezocht tussen 14 april en 14 mei. Ze gaf ook een optreden in Aalborg (Denemarken) op 16 mei. Op 14 juli 2010 werd ze gepromoot tot "Officier de la Légion d'honneur". De officiële plechtigheid vond plaats in het Palais de l'Elysée op 26 januari 2011. Einde 2011 gaf ze enkele concerten in het buitenland: Kaunas en Klaipèda (Litouwen), respectievelijk op 28 en 29 oktober; Tallinn (Estland), op 30 oktober. In 2011 zou ze ook een concert geven in Tel Aviv (Israël), maar het werd tweemaal uitgesteld (er is geen nieuwe datum aangekondigd). En in maart 2012 gaf Mireille Mathieu drie concerten in Siberië (Rusland): Perm (21 maart), Tyumen (24 maart) en Yekaterinburg (26 maart), gevolgd door haar deelname aan de "Spassakaya" in Moskou (Internationale Militaire Muziekfestival (31 augustus t/m 2 september), waar ze o.a. de Russische nationale hymne zong. Op 13 oktober was ze eregast in de show "Das Herbstfest der Überraschungen" van Florian Silbereisen op tv-zender ARD en in november 2012 gaf Mireille Mathieu opnieuw drie concerten in Rusland: Moskou (3 november), Sint-Petersburg (7 november) en Krasnodar (7 november).
Van 2013 tot 2018 gaf Mireille Mathieu concerten in een 12-tal landen (Frankrijk, België, Zwitserland, Polen, Roemenië, Letland, Duitsland, Oostenrijk, Libanon, Rusland, Slowakije en Tsjechië). Zoals de vorige jaren, was ze telkens gast van het jaarlijkse Spasskaya Tower Festival in Moskou (Internationale Militaire Muziekfestival). In oktober 2014 vierde de zangeres haar 50-jarig zangjubileum in de Olympia (Parijs). Haar moeder Marcelle-Sophie Poirier overleed anderhalf jaar later, op 20 maart 2016 en werd begraven in Avignon. In 2016 werd Mathieu benoemd tot ambassadeur van de Russische taal; zij ontving een ere-diploma in Parijs. Professor Margarita Roussetskaïa, rector van "L'Institut d'État de la langue russe Pouchkine" uitte bij die gelegenheid haar dankbaarheid aan de zangeres, omdat ze de Fransen Russische nummers heeft doen ontdekken, evenals nieuwe pagina's van de Russische cultuur. Op 15 maart 2018 nam Mireille Mathieu de medaille van ambassadeur van de Russische taal in ontvangst tijdens een ceremonie in het Poesjkin Instituut (Moskou) en op 3 september dat jaar werd ze met titel Maestro Honoris Causa vereerd door de Staatsuniversiteit voor Humane Wetenschappen in Moskou. 
Meerdere cd's kwamen op de markt: "Liebe lebt" (2014 - ook dvd); "Le bonheur en chansons" aangeboden door de Franse tijdschrift "Nous deux" (2014); dubbele cd "Olympia" (2015) met twee concerten opgenomen in 1967 en 1969; "Wenn Mein Lied Deine Seele Küsst", drievoudige cd "Une vie d'amour", gouden plaat (2015); "Ihre größten deutschen hits" aangeboden door de Deutse tijdschrift "Super Illu" (2015); "Noël" (2015); "Ewig ist L'Amour" bestemd voor de klanten van de Duitse Rossmann-keten (2016); "Mireille Mathieu chante Ennio Morricone", verbeterde heruitgave (2016); de dubbele cd "Une vie d'amour" (2016); de dubbele cd "Made in France" (2017) en de cd "Mes Classiques" (2018).

## Tijdlijn

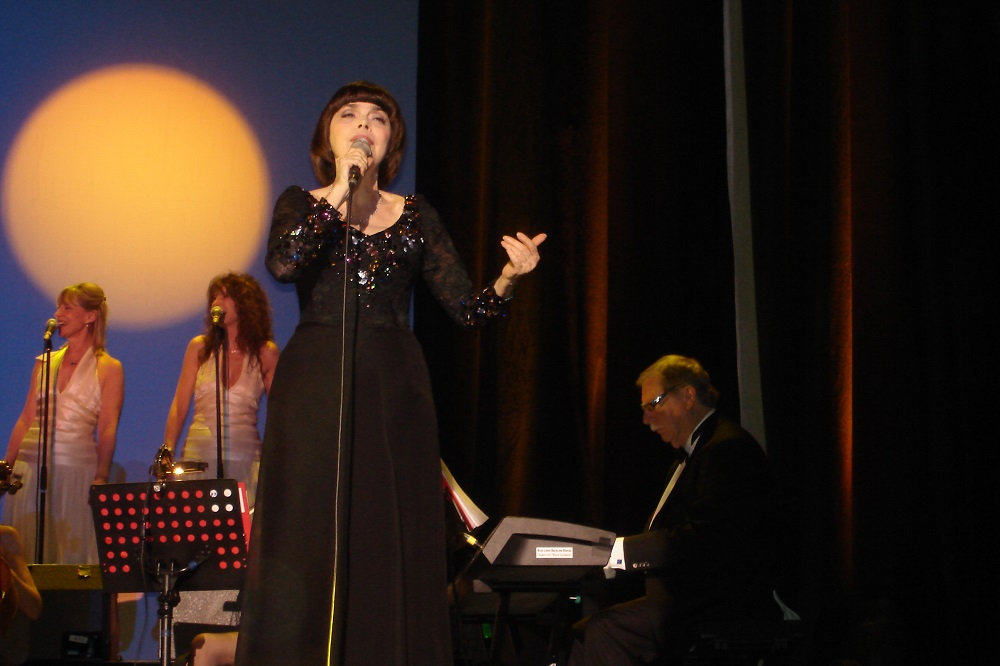
Mireille Mathieu - Düsseldorf - 23 april 2010

- 1946: Geboorte van Mireille in Avignon, op 22 juli.
- 1959: Mireille stopt met school en zij gaat in een fabriek werken.
- 1964: Mireille wint de zangwedstrijd "On chante dans mon quartier" in Avignon met "La vie en rose", een liedje van Edith Piaf.
- 1965: 21 november, Mireille komt voor de eerste keer op een Tv-scherm, in "Le Jeu de la Chance" (uitzending "Télé Dimanche", Studio 102). Johnny Stark neemt haar onder bescherming.
- 1966: Eerste concerten in de Olympia tijdens de optredens van Sacha Distel en Hugues Aufray. Meer dan 1 miljoen platen van "Mon Credo" worden verkocht.
- 1970: Eerste wereldtournee (Canada, Scandinavia, Italië, Duitsland...). Drie concerten in Nederland: 30 juni (Doelenzaal, Rotterdam), 1 juli (Congresgebouw, Den Haag), 2 juli (Concertgebouw, Amsterdam). Concert in Antwerpen op 1 oktober (Koningin Elisabethzaal).
- 1975: Rondreis in de Verenigde Staten (twee concerten in de Carnegie Hall van New York).
- 1983: Mireille zingt met Patrick Duffy het nummer "Together we're strong".
- 1989: Johnny Stark overlijdt op 24 april.
- 1999: De Franse president Jacques Chirac benoemt Mireille Mathieu tot "Chevalier de la Légion d'honneur (1er ordre)" op 9 december.
- 2002: Haar 37e album "De tes mains" wordt goed onthaald. November is de start van een tournee in Frankrijk en België.
- 2005: 38e album in het Frans (geen titel). Mireille viert haar 40-jarige zangcarrière in de Olympia (Parijs), waar zij op 24 november een "ruby record" ontvangt voor de verkoop van 122 miljoen albums in de hele wereld sinds het begin van haar carrière.
- 2006: 1 juni: Mireille Mathieu wordt meter van "l'Espace Saint-Bénezet" in Avignon, een ruimte besteed aan het wereldberoemde liedje "Sur le pont d'Avignon". 5 augustus: Mireille ontvangt de "Médaille d'Honneur Or" van de stad Sisteron (Zuid-Frankrijk). 7 november: eerste dvd "Mireille Mathieu à l'Olympia" (concert van november 2005).
- 2007: 25 t/m 28 januari. Officiële reis in Sint-Petersburg op uitnodiging van Vadim TYULPANOV, voorzitter van het Parlement, n.a.v. de herdenking van het eind van de belegering van de stad tijdens de Tweede Wereldoorlog. Mireille krijgt de Zilveren Medaille van de Stad, het hoogste onderscheid dat meestal voor Staatshoofden wordt gereserveerd. 12 oktober: Nieuw album (cd) in het Duits: "In meinem Herzen".
- 2008: Tournee in Duitsland ("In meinem Herzen") van 27 maart t/m 24 april. Het is haar eerste Duitse tournee in meer dan 20 jaar; 23 steden worden bezocht (24 concerten).
- 2008 (17 januari): Mireille Mathieu ontvangt in Berlijn de "B.Z.-Kulturpreis" (Berliner Zeitung), categorie "Lebenswerk".
- 2009 (30 oktober): het album "Nah bei Dir" verschijnt, met 14 liedjes in het Duits.
- 2010: Tournee in Duitsland, "Meine grössten Erfolge", van 14 april t/m 14 mei; 21 steden en 21 optredens. Ook een optreden in Denemarken (Aalborg), op 16 mei. Op 14 juli, wordt Mireille Mathieu gepromoveerd tot "Officier de la Légion d'honneur" door de Franse president Nicolas Sarkozy.
- 2011 (26 januari): Mireille Mathieu in het Palais de l'Elysée gedecoreerd als "Officier de Légion d'honneur" door de Franse president Nicolas Sarkozy. Concerten in Litouwen (Kaunas, 28 oktober en Klaipėda, 29 oktober) en Estland (Tallinn, 30 oktober).
- 2012: Drie concerten in Rusland in maart, nl. Perm (21 maart), Tyumen (24 maart) en Yekaterinburg (26 maart). Van 31 augustus t.e.m. 2 september neemt Mireille Mathieu deel aan de "Spassakaya" in Moskou (Internationaal Militairemuziekfestival). Ze zingt er voor de eerste keer de Russische nationale hymne. Op 13 oktober was ze eregast in de show "Das Herbstfest der Überraschungen" van Florian Silbereisen op tv-zender ARD. Hier zong ze onder meer 'A quoi ça sert l'amour' en 'Non, je ne regrette rien'. Begin november treedt ze opnieuw in Rusland: Moskou (3 november), Sint-Petersburg (4 november) en Krasnodar (7 november).
- 2013: 7 maart, concert in Ufa (Rusland); september, Spasskaya Tower Festival in Moskou (Internationale Militaire Muziekfestival); 11 oktober, nieuwe cd "Wenn Mein Lied Deine Seele Küsst"; 9 december, Mireille is gast in de State Kremlin Palace (Moskou) n.a.v. de 85ste verjaardag van de Russische dichter Andrej Dementev.
- 2014: 4 maart, concert in Sint-Petersburg (Rusland); 8 maart, in Riga (Letland);  24 maart in Boekarest (Roemenië); 30 september t.e.m. 7 oktober, Spasskaya Tower Festival (Moskou); 3 oktober, drievoudige Franse cd "Une vie d'amour"; 24, 25 en 26 oktober 2014, Olympia (Parijs) "50 jaar carrière", gevolgd door een tournee in Frankrijk (Marseille, Lyon, Avignon, Lille, Compiègne, Nantes, Tour, Bordeaux), België (Brussel) en Zwitserland (Genève); oktober, het Franse tijdschrift "Nous Deux" wordt aangeboden met de cd "Le bonheur en chansons" (compilatie); 31 oktober, nieuwe dvd en cd op de markt met "Liebe lebt".
- 2015: 15 januari, Mireille Mathieu ontvangt een gouden plaat voor haar cd "Une vie d'amour"; 12 februari, de Duitse tijdschrift "Super Illu" verschijnt met een cd van haar onder de titel "Ihre grössten deutschen hits" (10 liedjes); 2 maart, dubbel-cd "Olympia" met twee concerten opgenomen in 1967 en 1969; van 1 t/m 16 maart, tournee in Duitsland en Oostenrijk (Chemnitz, Berlijn, Rostock, Halle, Neurenberg, Wenen, München, Stuttgart, Füssen, Bielefeld, Frankfurt en Hamburg); 26 mei, concert in de 'Unesco (Parijs); 30 juli, concert in Libanon (Byblos Hall); van 5 t/m 10 september, Spasskaya Tower Festival in Moskou; 19 september: Oktoberfest in München in gezelschap van Florian Silbereisen; 20 november, nieuwe Kerst-cd in het Frans.
- 2016: 20 maart, overlijden van Marcelle-Sophie Poirier (94 jaar), moeder van Mireille Mathieu; 29 april, nieuwe uitgave van de cd "Mireille Mathieu chante Ennio Morricone"; juni: de Duitse Rossmann-keten stelt "Ewig is L'Amour" aan haar klanten voor, een cd-compilatie van 16 liedjes van Mireille Mathieu; 27 t/m 4 september, Spasskaya Tower Festival in Moskou; 7 oktober, dubbele cd "Une vie d'amour" (compilatie van haar grootste successen); van 14 t/m 22 oktober, concerten in Bratislava (Slowakije), Praag (Tsjechische republiek), Wroclaw, Warshau en Gdynia (Polen). Mireille Mathieu wordt ambassadeur van de Russische taal in de wereld genoemd (ze wordt bekroond met een ere-diploma op zondag 4 december, tijdens een ceremonie in Parijs).
- 2017: 9 maart, concert in Sint-Petersburg (Rusland); 11 maart, concert in Tallinn (Estland); 14 maart, concert in Moskou; 17 maart, concert in Boedapest (Hongarije). Aangekondigde concerten: 24 en 25 oktober, in Praag (Tsjechische republiek); 27 oktober, in Bratislava (Slowakije).
- 2018: 11 maart, concert in Sint-Petersburg (Oktyabrsky Concert Hall). 14 maart, concert in Moskou (Kremlinpalace). Van 20 april t.e.m. 7 mei: reeks van 12 concerten in Duitsland en Oostenrijk (Chemnitz, Hamburg, Berlijn, Leipzig, Desden, Frankfurt, München, Wenen, Dortmund, Düsseldorf, Aken en Hannover). 15 maart 2018: Mireille Mathieu neemt de medaille van ambassadeur van de Russische taal in ontvangst tijdens een ceremonie in het Poesjkin Instituut (Moskou). Augustus-september 2018: deelname aan het "Spasskaya Tower" festival in Moskou. 3 september 2018: de Staatsuniversiteit voor Humane Wetenschappen in Moskou eert de zangeres met de titel Maestro Honoris Causa. 9 november 2018: nieuwe cd "Mes Classiques" (opname in Praag en mastering in de Londense Abbey Road Studios).
- 2019: concert in Minsk (4 maart – Paleis van de Republiek), Moskou (6 maart – het Kremlin Staatspaleis), Praag (8 en 9 maart – Congrescentrum), Praag (10 maart – in de Spaanse zaal pagnole van het kasteel Hradcany, in aanwezigheid van president Zeman), Lacoste (26 juli: Festival van Lacoste, in de steengroeven van het kasteel van de Markies de Sade). Op 20 april gaven talrijke artiesten  op de binnenplaats van het Hôtel des Invalides in Parijs een benefietconcert voor de heropbouw van de kathedraal Notre-Dame. Mireille Mathieu trad op met het "Ave Maria" van Franz Schubert.

## Enkele successen

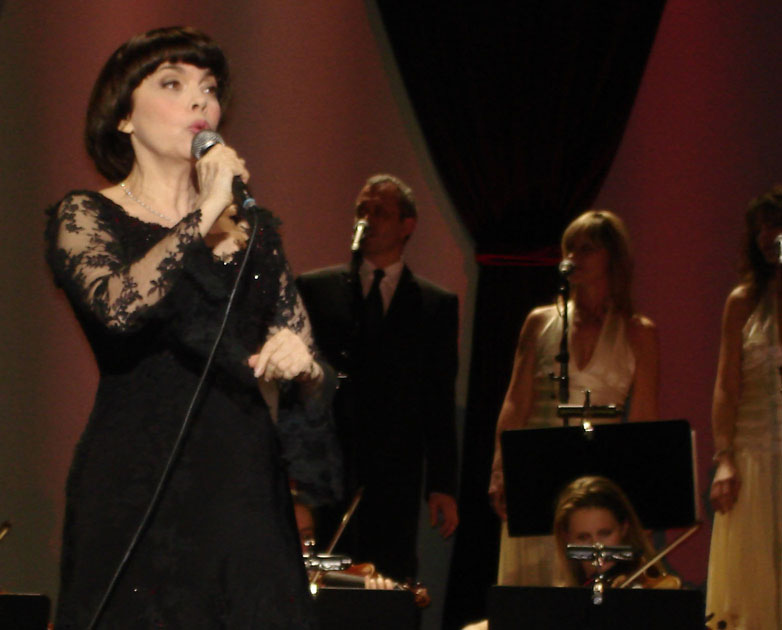
Mireille Mathieu, Keulen (Kölnarena), 12 april 2008

- Frans : Mon credo - Qu'elle est belle - Viens dans ma rue - La dernière valse - Quand tu t'en iras - La première étoile - Acropolis adieu - La paloma adieu - L'amour oublie le temps - Una Canzone - Mon bel amour d'été - Donne ton coeur, donne ta vie - Paris en colère - On ne vit pas sans se dire adieu - Mille colombes - Une histoire d'amour (Love Story) - Tous les enfants chantent avec moi - A blue bayou - Je t'aime avec ma peau - Une femme amoureuse - Bravo tu as gagné - New York, New York - Made in France - Ce soir je t'ai perdu - T'aimer - Après toi - Reste avec moi - Une place dans mon coeur - Rien de l'amour - Un peu d'espérance - Une vie d'amour - Ce n'est rien - Prends le temps - La Colombe de Noël.
- Duits : Hinter den Kulissen von Paris - Santa Maria - Die Weisse Rose - Der Wein war aus Bordeaux - Korsika - Merci, Antonio - Der Pariser Tango - Roma, Roma, Roma - La Paloma ade - Meine Welt is die Musik - Der Zar und das Mädchen - Hinter den Kulissen von Paris - An einem Sonntag in Avignon - Es geht mir gut, Cherie - Akropolis adieu - Ganz Paris ist ein Theater - La Paloma ade - Martin - Und der Wind wird ewig singen - Tarata-Ting, Tarata-Tong - Nimm noch einmal die Gitarre (Mille Colombes) - Alles nur ein Spiel - Schau mich bitte nicht so an - Goodbye My Love (Verzeih My Love) met Peter Alexander - In meinem Herzen - Der Wundervollste Mensch - Tauch in Gefühl - Liebe lebt - Und immer wieder Zärtlichkeit - Gott im Himmel.
- Engels : Together We're Strong (met Patrick Duffy) - Don't Talk To Me Of Love (met Barry Manilow) - You and I (met Paul Anka) - I Love You Like A Fool - Sometimes - Sweet Souvenirs Of Stefan - Dear Madame.
- Spaans : Siempre Amor - Himno al Amor - Embrujo - Una Mujer - Santa Maria del Mar.

## External link
- Officiële website

- Biblioteca Nacional de España: XX825220
- Bibliothèque nationale de France: cb120749815 (data)
- Catàleg d'autoritats de noms i títols de Catalunya: 981058609214006706
- Gemeinsame Normdatei: 119032074
- International Standard Name Identifier: 0000 0001 2118 5743
- Library of Congress Control Number: n84076745
- Nationale Bibliotheek van Letland: 000202705
- MusicBrainz: 0c321fba-7d1d-4d48-b99a-1e4811970d26
- Nationale Bibliotheek van Tsjechië: xx0023964
- Nationale bibliotheek van Australië: 35499616
- Nationale Bibliotheek van Israël: 987007411834905171
- Nationale Bibliotheek van Polen: a0000001978509
- Nederlandse Thesaurus van Auteursnamen: 070698864
- Istituto Centrale per il Catalogo Unico: MODV587578
- SNAC: w6ww84gt
- Système universitaire de documentation: 027664066
- Trove: 975480
- Virtual International Authority File: 4954063
- WorldCat: E39PBJd8gWkvW6Q6hCHhfVtqcP